# Uaxuctum

Uaxuctum est une symphonie chorale de Giacinto Scelsi pour sept percussionnistes, timbalier, chœur mixte et orchestre. Composée en 1966, elle fut créée le 12 octobre 1985 par le chœur et l'Orchestre symphonique de la WDR de Cologne sous la direction de Hans Zender au concert de la Société Internationale de musique contemporaine de Cologne.

## Instrumentation
trois clarinettes (basse, mi bémol), quatre cors, deux trompettes, trois trombones, deux tuba (basse, contrebasse), percussions, timbales, un vibraphone, Ondes Martenot, six contrebasses.